# Otávio Valga Neves
Otávio Valga Neves (Florianópolis, 10 de outubro de 1874 — Florianópolis, 13 de outubro de 1944) foi um militar brasileiro.
Filho de Israel Xavier Neves e de Luísa Cândida Valga. Bisneto de Joaquim Xavier Neves.
Batalhou na Revolução Federalista e na Guerra de Canudos.
Foi membro da junta governativa catarinense de 1930.
Foi reformado com a patente de general.